# Социалистический народный фронт
Социалистический народный фронт (лит. Socialistinis liaudies frontas) — левая политическая партия в Литве.

## Основание партии
19 декабря 2009 года в Вильнюсе состоялся объединительный съезд двух политических организаций левой направленности — партии «Фронт» (лит. Frontas) и Социалистической партии Литвы (лит. Lietuvos socialistų partija). В съезде участвовали 102 делегата от обеих партий. За объединение «Фронта» и соцпартии проголосовали 96 делегатов, против — 3, воздержался 1 человек.
На съезде также было утверждено название образовавшейся политической организации — Социалистический народный фронт (лит. Socialistinis liaudies frontas). Тогда же лидером новой партии был избран Альгирдас Палецкис (его кандидатуру поддержали 95 делегатов объединительного съезда, 2 человека воздержались, голосовавших против не было).
23 февраля 2010 года Центр регистров Литвы официально зарегистрировал Социалистический народный фронт в качестве политической партии.

## Политическая программа
На учредительном съезде была принята программа Социалистического народного фронта, в которой помимо прочего отмечалось:

В своей политической деятельности партия ..... руководствуется творчески развиваемой теорией и методологией марксизма, завоеваниями западной социал-демократии, положительными начинаниями советского социализма, полезными для цивилизации достижениями капиталистического строя, принципами гуманности, равноправия и солидарности
Оригинальный текст (лит.)Savo politinėje veikloje partija ..... vadovaujasi kūrybiškai plėtojama marksizmo teorija ir metodologija, vakarietiškos socialdemokratijos laimėjimais, teigiamais tarybinio socializmo pradais, civilizacijai naudingais kapitalistinės santvarkos pasiekimais, humaniškumo, lygiateisiškumo ir solidarumo principais.

Социалистический народный фронт провозглашает своей главной целью построение демократического социализма в Литве. Партия решительно осуждает теорию и практику тоталитаризма, но при этом выступает за объективное и взвешенное восприятие всей советской истории.
В области внешней политики Социалистический народный фронт высказывается за дружеские отношения со всеми странами (в особенности с соседними), а также за политику последовательного нейтралитета и неучастия в каких бы то ни было военно-политических блоках.

## Число членов
Данные о числе членов Социалистического народного фронта разнятся. По заявлению Альгирдаса Палецкиса, сделанному им на официальном веб-сайте партии, на момент объединительного съезда в рядах партии «Фронт» насчитывалось около 2600 членов, а в рядах Социалистической партии Литвы — более 1000. C другой стороны, агентство «BNS» приводит слова А. Палецкиса о том, что перед объединением двух левых политических организаций в партии «Фронт» состояло около 600 лиц, а в Социалистической партии Литвы — примерно столько же.

## Отношения с государством
В 2011 году прокуратура начала расследование в отношении СНФ в связи с высказываниями его лидера А. Палецкиса о событиях 1991 года в Вильнюсе. 30 июня прокуроры прекратили досудебное расследование в отношении организации. В сообщении, подписанном прокурором Вильнюсской окружной прокуратуры Вальдемарасом Баранаускасом, утверждается, что в действиях Палецкиса не обнаружены признаки преступных деяний.
Преследование сопредседателя Социалистического фронта Литвы, правозащитника Гедрюса Грабаускаса: в марте 2020 литовский суд назначил Грабаускасу судебно-психиатрическую экспертизу, за его неоднократные высказывания о «лесных братьях» как пособниках нацистов и участниках Холокоста.

## Выборы
В 2011 г. на местных выборах СНФ получил 2 мандата.